# UFC Fight Night: Cowboy vs. Medeiros
UFC Fight Night: Cowboy vs. Medeiros, conosciuto anche come UFC Fight Night 126, è stato un evento di arti marziali miste tenuto dalla Ultimate Fighting Championship il 18 febbraio 2018 al Frank Erwin Center di Austin, negli Stati Uniti.

## Risultati
|                                   | Divisione                      |                                |                                |                                | Metodo                                  | Round                          | Tempo                          | Premio                         |
| Card Principale (Fox Sports 1)    | Card Principale (Fox Sports 1) | Card Principale (Fox Sports 1) | Card Principale (Fox Sports 1) | Card Principale (Fox Sports 1) | Card Principale (Fox Sports 1)          | Card Principale (Fox Sports 1) | Card Principale (Fox Sports 1) | Card Principale (Fox Sports 1) |
| --------------------------------- | ------------------------------ | ------------------------------ | ------------------------------ | ------------------------------ | --------------------------------------- | ------------------------------ | ------------------------------ | ------------------------------ |
|                                   | Pesi welter                    | Donald Cerrone                 | batte                          | Yancy Medeiros                 | KO tecnico (pugni)                      | 1                              | 4:58                           |                                |
|                                   | Pesi massimi                   | Derrick Lewis                  | batte                          | Marcin Tybura                  | KO tecnico (pugni)                      | 3                              | 2:48                           | POTN                           |
|                                   | Pesi leggeri                   | James Vick                     | batte                          | Francisco Trinaldo             | Decisione unanime (29-28, 29-28, 29-28) | 3                              | 5:00                           |                                |
|                                   | Pesi welter                    | Curtis Millender               | batte                          | Thiago Alves                   | KO (ginocchiata)                        | 2                              | 4:17                           | POTN                           |
|                                   | Pesi piuma                     | Brandon Davis                  | batte                          | Steven Peterson                | Decisione unanime (30-27, 29-28, 30-26) | 3                              | 5:00                           | FOTN                           |
|                                   | Pesi leggeri                   | Sage Northcutt                 | batte                          | Thibault Gouti                 | Decisione unanime (29-28, 29-28, 29-28) | 3                              | 5:00                           |                                |
| Card Preliminare (Fox Sports 1)   |                                |                                |                                |                                |                                         |                                |                                |                                |
|                                   | Pesi leggeri                   | Carlos Diego Ferreira          | batte                          | Jared Gordon                   | KO tecnico (pugni)                      | 1                              | 1:58                           |                                |
|                                   | Pesi welter                    | Geoff Neal                     | batte                          | Brian Camozzi                  | Sottomissione (bulldog choke)           | 1                              | 2:48                           |                                |
|                                   | Pesi mosca                     | Roberto Sanchez                | batte                          | Joby Sanchez                   | Sottomissione (rear-naked choke)        | 1                              | 1:50                           |                                |
|                                   | Pesi gallo femminili           | Lucie Pudilová                 | batte                          | Sarah Moras                    | Decisione unanime (29-28, 29-28, 29-27) | 3                              | 5:00                           |                                |
| Card Preliminare (UFC Fight Pass) |                                |                                |                                |                                |                                         |                                |                                |                                |
|                                   | Pesi welter                    | Alex Morono                    | batte                          | Josh Burkman                   | Sottomissione (ghigliottina)            | 1                              | 2:12                           |                                |
|                                   | Pesi medi                      | Oskar Piechota                 | batte                          | Tim Williams                   | KO (pugni)                              | 1                              | 1:54                           |                                |

## Premi
I lottatori premiati ricevettero un bonus di 50.000 dollari.
Legenda:
- FOTN: Fight of the Night (vengono premiati entrambi gli atleti per il miglior incontro dell'evento)
- POTN: Performance of the Night (viene premiato il vincitore per la migliore performance dell'evento)